# Ames Brothers
Formația Ames Brothers a fost un cvartet de muzică pop format de cei patru frați Ulrik,din Malden⁠(d), Massachusetts, Statele Unite: Joe (născut Joseph Urick; 3 mai 1921 – 22 decembrie 2007), Gene (13 februarie 1924 – 26 aprilie 1997), Vic (20 mai 1925 – 23 ianuarie 1978) și Edmund Dantes Urick (n. 9 iulie 1927) cu pseudonimul Ed Ames. Cei patru au format grupul de cântăreți Amory Brothers, care și-a schimbat ulterior numele în Ames Brothers.